# Baby Dalupan PBA Coach of the Year
Il premio Baby Dalupan Coach of the Year della Philippine Basketball Association (PBA) è un riconoscimento annuale assegnato dalla PBA al migliore allenatore della stagione; viene assegnato ogni anno dal termine della stagione 1993.
Il vincitore riceve il Trofeo Baby Dalupan, così chiamato dal 1995 in onore di Virgilio Dalupan, che ha vinto 15 campionati nella PBA e ha guidato i Crispa Redmanizers alla loro prima vittoria del Grande Slam nel 1976. A differenza dei tradizionali premi per i giocatori, assegnati dalla lega, questo riconoscimento è conferito dal PBA Press Corps.
Dalla sua istituzione, il premio è stato assegnato a 13 diversi allenatori. I vincitori più recenti del Trofeo Baby Dalupan sono l’intero staff tecnico dei Meralco Bolts, guidato dall'allenatore capo Luigi Trillo.

## Lista dei vincitori
|  | Indica un allenatore ancora attivo nella PBA         |
|  | Indica un allenatore inserito nella PBA Hall of Fame |

| Stagione | Allenatore          | Nazionalità   | Squadra              | Note  |
| -------- | ------------------- | ------------- | -------------------- | ----- |
| 1993     | Chot Reyes          | Filippine     | Purefoods TJ Hotdogs |       |
| 1994     | Tim Cone            | Stati Uniti   | Alaska Aces          |       |
| 1995     | Derrick Pumaren     | Filippine     | Sunkist O. Bottlers  |       |
| 1996     | Tim Cone (2)        | Stati Uniti   | Alaska Aces          |       |
| 1997     | Ron Jacobs          | Stati Uniti   | S. Miguel Beermen    |       |
| 1998     | Perry Ronquillo     | Filippine     | Shell Turbo Chargers | [ 3 ] |
| 1999     | Perry Ronquillo (2) | Filippine     | Shell Turbo Chargers | [ 3 ] |
| 2000     | Jong Uichico        | Filippine     | S. Miguel Beermen    |       |
| 2001     | Yeng Guiao          | Filippine     | Red Bull Thunder     |       |
| 2002     | Chot Reyes (2)      | Filippine     | Coca-Cola Tigers     |       |
| 2002     | Ryan Gregorio       | Filippine     | Purefoods TJ Hotdogs |       |
| 2003     | Chot Reyes (3)      | Filippine     | Coca-Cola Tigers     |       |
| 2004–05  | Siot Tanquincen     | Filippine     | Barangay Gin. Kings  |       |
| 2005–06  | Ryan Gregorio (2)   | Filippine     | Purefoods TJ Hotdogs |       |
| 2006–07  | Jong Uichico (2)    | Filippine     | Barangay Gin. Kings  |       |
| 2007–08  | Boyet Fernandez     | Filippine     | S. Lucia Realtors    |       |
| 2008–09  | Chot Reyes (4)      | Filippine     | TNT Tropang 5G       |       |
| 2009–10  | Ryan Gregorio (3)   | Filippine     | B-Meg Ace Llamados   |       |
| 2010–11  | Chot Reyes (5)      | Filippine     | TNT Tropang 5G       |       |
| 2011–12  | Yeng Guiao (2)      | Filippine     | Rain or Shine        |       |
| 2012–13  | Luigi Trillo        | Filippine     | Alaska Aces          |       |
| 2013–14  | Tim Cone (3)        | Stati Uniti   | Magnolia Hotshots    |       |
| 2014–15  | Leo Austria         | Filippine     | S. Miguel Beermen    |       |
| 2015–16  | Leo Austria (2)     | Filippine     | S. Miguel Beermen    |       |
| 2016–17  | Leo Austria (3)     | Filippine     | S. Miguel Beermen    |       |
| 2017–18  | Chito Victolero     | Filippine     | Magnolia Hotshots    |       |
| 2019     | Leo Austria (4)     | Filippine     | S. Miguel Beermen    |       |
| 2020     | Tim Cone (4)        | Filippine     | Ginebra San Miguel   |       |
| 2021     | Chot Reyes (6)      | Filippine     | TNT Tropang 5G       | [ 5 ] |
| 2022–23  | Tim Cone (5)        | Filippine     | Ginebra San Miguel   | [ 6 ] |
| 2023–24  | Luigi Trillo (2)    | Filippine     | Meralco Bolts        |       |
| 2023–24  | Gene Afable         | Filippine     | Meralco Bolts        |       |
| 2023–24  | Reynel Hugnatan     | Filippine     | Meralco Bolts        |       |
| 2023–24  | Sandro Soriano      | Filippine     | Meralco Bolts        |       |
| 2023–24  | Nenad Vučinić       | Nuova Zelanda | Meralco Bolts        |       |
| 2023–24  | Norman Black        | Filippine     | Meralco Bolts        |       |

## Vincitori multipli
| Premi | Allenatore      | Squadre                                                            |
| ----- | --------------- | ------------------------------------------------------------------ |
| 6     | Chot Reyes      | Purefoods TJ Hotdogs (1); Coca-Cola Tigers (2); TNT Tropang 5G (3) |
| 5     | Tim Cone        | Alaska Aces (2); Magnolia Hotshots (2); Ginebra San Miguel         |
| 4     | Leo Austria     | S. Miguel Beermen (4)                                              |
| 3     | Ryan Gregorio   | Purefoods TJ Hotdogs (2); B-Meg Ace Llamados                       |
| 2     | Yeng Guiao      | Red Bull Thunder; Rain or Shine                                    |
| 2     | Perry Ronquillo | Shell Turbo Chargers (2)                                           |
| 2     | Jong Uichico    | S. Miguel Beermen; Barangay Gin. Kings                             |